# بلايريو 111
بلايريو 111 (بالإنجليزية: Blériot 111)‏ هي طائرة ركاب ونقل تنفيذي أحادية السطح، بمحرك واحد وبسعة أربعة مقاعد. أُنتجت في فرنسا. من صناعة بلايريو ايروناتيك. تعتبر أول طائرة فرنسية مزودة بجهاز هبوط قابل للسحب، وبعد ست سنوات من التطوير لم تدخل في عملية الإنتاج. كان أول طيران لها في 24 يناير 1929. صنع منها 2 طائرة.